# درخت شجره‌نامه
درخت شجره‌نامه (به انگلیسی: Vamsha Vriksha) فیلمی محصول سال ۱۹۷۲ است. در این فیلم بازیگرانی همچون ونکاتو رائو تلگیری، بی.وی. کارانت، ال. وی شارادا، گیریش کارناد، چاندرا شکهار، اوما شیواکومار، و ویشنوواردان ایفای نقش کرده‌اند.